# 유리지

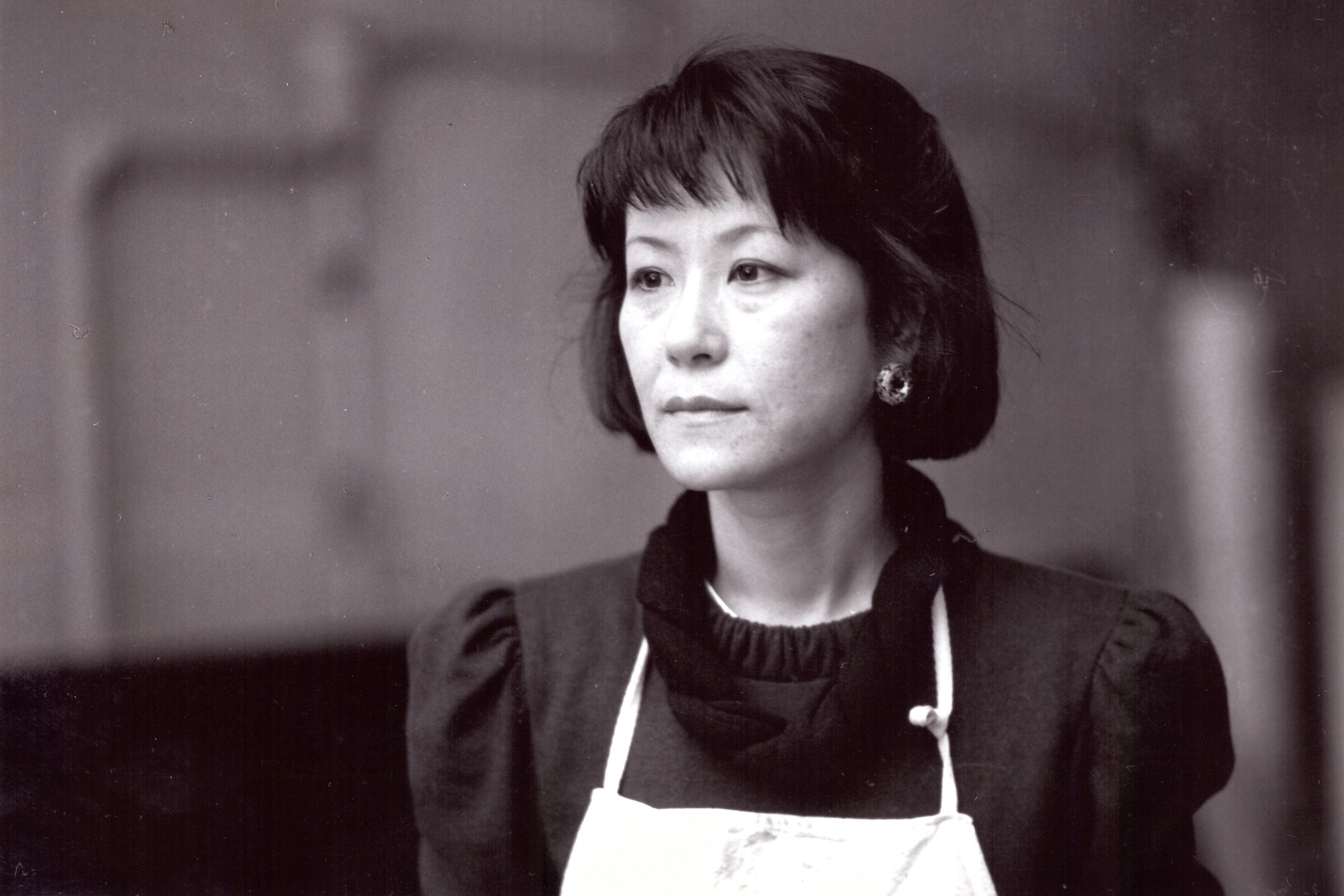
유리지(1988)

유리지(劉里知, 1945-2013)는 한국의 공예가, 교육자, 공예미술관 설립자이다. 한국 현대 금속 공예의 제 1세대이자 대표 작가인 유리지는 금속(주로 은), 나무, 돌 등을 소재로 장신구, 가구, 환경 조형물, 장례 용구 등을 만들었다.  자연에서 받은 시적 영감을 공예로 표현하는 서정적인 작품과, '삶과 죽음, 전통과 예술'의 관계를 고찰한 장례 작품을 제작하였다. 생애의 많은 부분을 서울대 미술대학 교수로 일하며 후진을 양성하였고, 동료 후배 금속공예가들을 위해 국내 최초이자 유일한 금속공예미술관인 치우금속공예관을 설립하여 한국 현대 금속공예의 발전에 크게 기여했다.
유리지가 타계한 이후 유족들은 한국 공예 문화의 발전에 매진했던 작가의 뜻을 기리고자 서울공예박물관에 유리지의 작품 대부분을 기증하였고, 서울시와 함께 ‘서울시 유리지공예상’을 제정하여 차세대 공예 작가들을 발굴하고 지원하고 있다. ‘서울시 유리지공예상’은 2023년 제정되어 2024년에 《제1회 유리지공예상》 시상식과 기념 전시가 서울공예박물관에서 진행되었다.
현재 유리지의 작품은 서울시립미술관, 서울공예박물관, 국립현대미술관, 유리지공예관, 템플대학교 타일러 미술대학 등 국내외의 여러 미술관과 대학에 소장되어 있다.

## 생애
유리지는 한국 모더니즘의 1세대 작가이자 추상미술의 선구자인 유영국 화백의 장녀로 한국이 해방되던 1945년 경상북도 울진에서 태어났다. 아버지가 서울대학교 미술대학 교수로 일한 2년을 제외하고, 어린 시절 대부분을 (아버지가 어업과 양조장을 경영하던) 죽변에서 자랐다. 초등학교 5학년 때 서울로 전학 와서 장충국민학교를 졸업하고, 카톨릭계 수녀들이 가르치는 성심여자중학교에 1회로 입학하였다. 성심여고를 졸업하고 서울대학교 미술대학 '응용미술과'에 진학했는데, 그곳에서 뉴 바우하우스 (New Bauhaus) 미학을 공부한 민철홍 교수를 만나 공예에 관심을 갖게 되었다.  미대 학부 과정에서 ‘공예미술’ 전공을 택하여, 금속과 나무로 공예 작품을 제작하였고, 《대한민국 미술 전람회》(약칭: 국전)에 입선, 특선하였고 신인예술상전에서 공예부 수석상을 수상하였다. 대학원에서 금속공예를 전공하였고, 대학원 과정 중에 《대한민국 상공미술 전람회》(약칭:상공미전)에서 특선과 국무총리상을, 《국전》에서 특선을 수상하며 신진 금속공예 작가로 일찍 두각을 나타내었다. 이 당시에 제작된 작품들은 디자인을 작가가 하고 제작은 공방에서 이루어지는 방식으로 진행되었다.

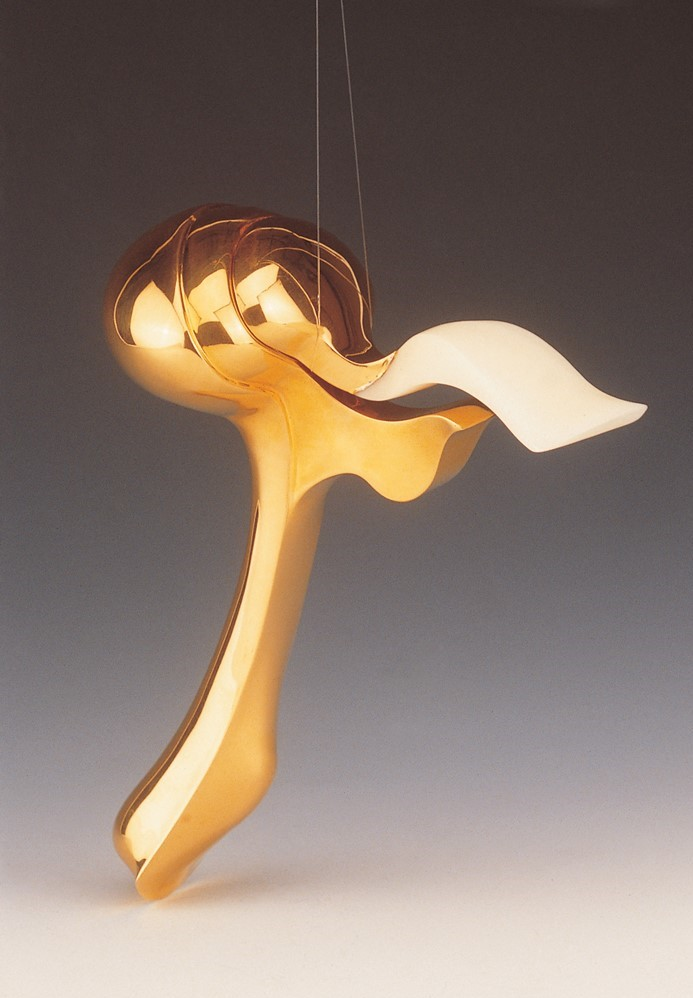
유리지가 1976년에 제작한 홍차걸이

새로운 기술과 조형 방법론을 배우고자 했던 유리지는 1974년 미국 풀브라이트(Fulbright) 장학생으로 템플대학교 타일러 미술대학(Tyler School of Art, Temple University) 대학원에 진학했다. 스탠리 레친(Stanley Lechtzin)의 지도 하에 주물, 판금성형, 기계가공 등 금속 공예작품 제작에 필요한 기술들을 배우고 체득하였다. 작가가 디자인에서부터 마감까지 직접 제작하는 방법을 익히면서, 조형에 대한 이해와 기술적 완성도를 높일 수 있었다. 당시 제작된 <홍차걸이>는 다이포밍 및 다양한 기술 공정을 사용해 만든 작품으로, 유려한 형태와 양감을 강조한 것을 볼 수 있다. 미국체제 중 펜실바니아 주에서 주관하는 펜실베니아 아트 페스티벌(The Central Pennsylvania Festival of the Arts)에서 공예부 수석상(1976)을 받으며 미국에서도 활발히 작품 활동을 이어나갔다.
미국에서 귀국한 1977년 신세계미술관에서 첫 개인전을 열어 국내에 알려지지 않았던 새로운 공예 기법과 기술을 선보였다. 이듬해에는 제27회 《국전》에서 <향로와 잔>으로 문화공보부장관상을 수상하였고, 제28회 《국전》에서 특선하였으며, 제30회 《국전》에서 추천작가상을 받으며 추천작가가 되었다.  대학 졸업 후 서울대학교 미술대학 응용미술과에 시간강사와 전임강사로 일하다가 1981년 교수가 되어 정년 때(2010)까지 작품 활동과 후진 양성을 병행하였다. 유리지는 서구의 모더니즘과 한국의 전통 사이에서 자신만의 길을 모색하였고, 공예를 기능주의에 한정시키지 않고 금속의 성질을 활용한 새로운 조형 방법론을 탐구하며 금속공예가로서 독자적인 예술 세계를 창조해나갔다.

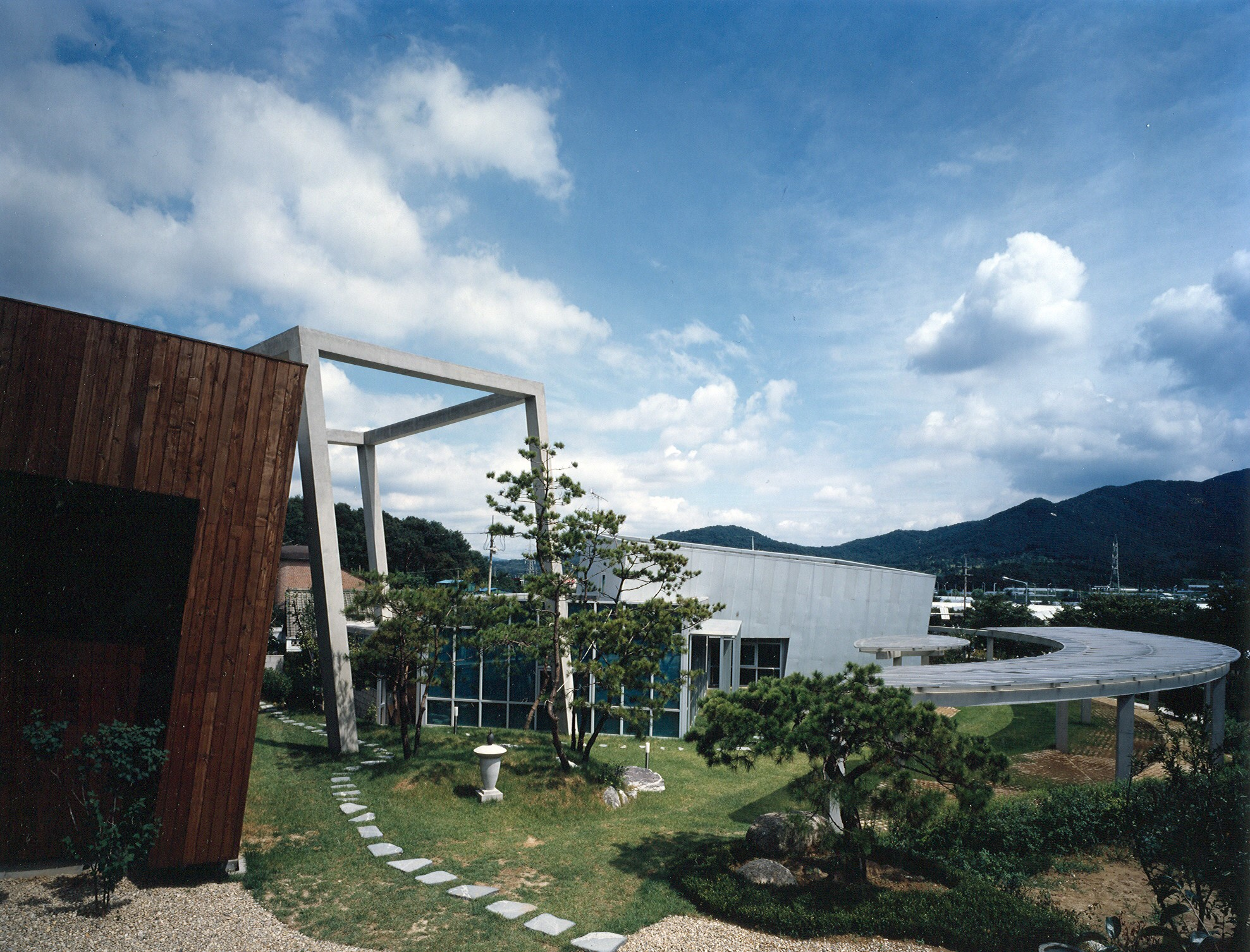
유리지공예관 전경

이외에도 유리지는 ‘금사랑’ 갤러리를 운영하였고 ‘고은보석’에서 디자인 자문으로 일하는 등 현장에서도 보석이나 장신구 등을 제작하며 공예가로서의 역량을 길렀다. 공예가 사회의 관심에서 도외시되는 것을 우려하던 유리지는 치우금속공예관(현 유리지공예관)을 설립하여(2004) 금속공예를 진흥시키고 젊은 공예가를 양성하고자 했다. 한국의 유일한 금속공예 미술관인 치우금속공예관은 현대 금속공예의 국내외 교류, 공예이론 및 역사 연구, 신진 작가 발굴 및 지원을 목표로 운영되었다. 유리지는 공예관의 이사장과 및 관장으로서 미술관 운영과 전시 기획에 직접 참여하며 한국 금속공예의 발전에 크게 기여하였다. 2013년 백혈병으로 타계하였다.

## 작품 세계
- 초기 작품(1966-73)

서울대 미술대학 학부생 때 제작한 작품들은 주로 나무(느티나무, 티크, 흑단, 참죽나무)를 사용해 만들었는데 필통, 담배합과 같은 실용적 소품과 가리개와 등, 티테이블과 램프, 캐비닛 등에서 보듯 가구용품이 있다. <가리개와 등>(1967)은 네 개의 각기 다른 문창살에 학, 나무 등이 그려져 있는데, 이 작품은 국무총리실에서 구입하여 보관하고 있다.

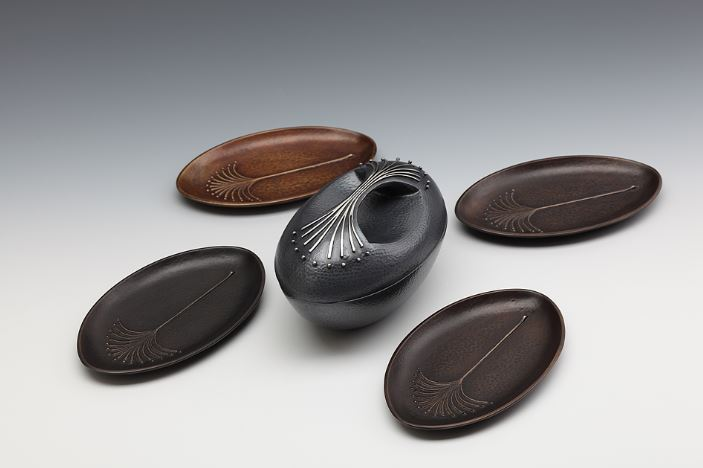
유리지, 과기세트, 1969

서울대학교 대학원에서는 금속공예를 전공하여 금속으로 된 작품을 많이 만들었다. <과기세트>(1969)는 황동, 은을 사용한 타원형 접시다. 타원 형태의 볼(bowl)로 이루어졌는데, 그 위에 나뭇잎의 잎맥과 같은 모양이 양각되어 있다. <과반>(1972), <화병과 캔디볼>(1973)은 모두 오목하고 볼록한 타원 형태의 은 표면에 칠보로 색무늬를 입힌 것으로, 이러한 곡선과 표면 처리는 유리지의 작품 전반에 걸쳐 탐구되고 있다. 초기에는 주로  장신구나 그릇과 같이 기능적인 사물들을 만들었으나, 미국에서 공부한 1970년대 중반부터 정교한 기술로 금속을 가공하여 선과 양감이 돋보이는 새로운 형태의 작품들로 조형 실험들을 전개해나갔다.
- 조형적 정립기(1974-83)

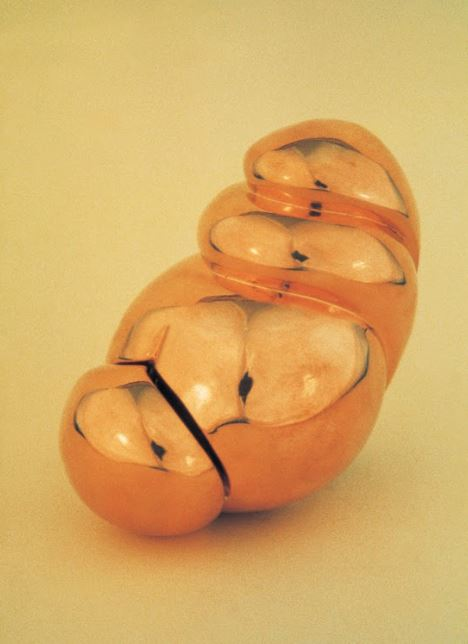
유리지, 팻폼1, 1975

유학 시기에 유리지는 체계적인 교육을 받으며 작품의 주제 선정과 그에 맞는 표현 기법 연구에 열중했다. 은, 청동, 데를린 등 다양한 재료를 사용했고 작품 주제로는 인체 형상에 주목하기도 했다 . 미국에서 조각가 가스통 라세즈(Gaston Lachaise)의 인체 조각에서 보이는 거대한 규모와 볼륨감에 영향을 받은 유리지는 이때부터 볼륨감 넘치는 <팻폼> 시리즈를 제작했다고 한다. 타일러미술대학 대학원 과정 중에 마지막으로 만든  <홍차걸이>(1976)는 기능보다도 조각적인 형태의 조형에 주목한 첫 작품으로, 복잡한 기술 공정의 반복으로 완성되었다. 이와 같이 유학생활 동안 유리지는 금속 공예의 기술적 완성도와 예술가로서의 자기 인식, 그리고 엄격한 태도를 공고하게 다질 수 있었다.

귀국 후 유리지는 미국에서 배운 기술을 바탕으로 여러 번의 개인전과 단체전을 통해 특유의 곡선과 양감이 강조된 장신구, 은기, 작은 조각들을 선보였다. 특히, 유리지는 1980년대 초반에 가족과 향수를 주제로 한 작품들을 제작하기도 했다.

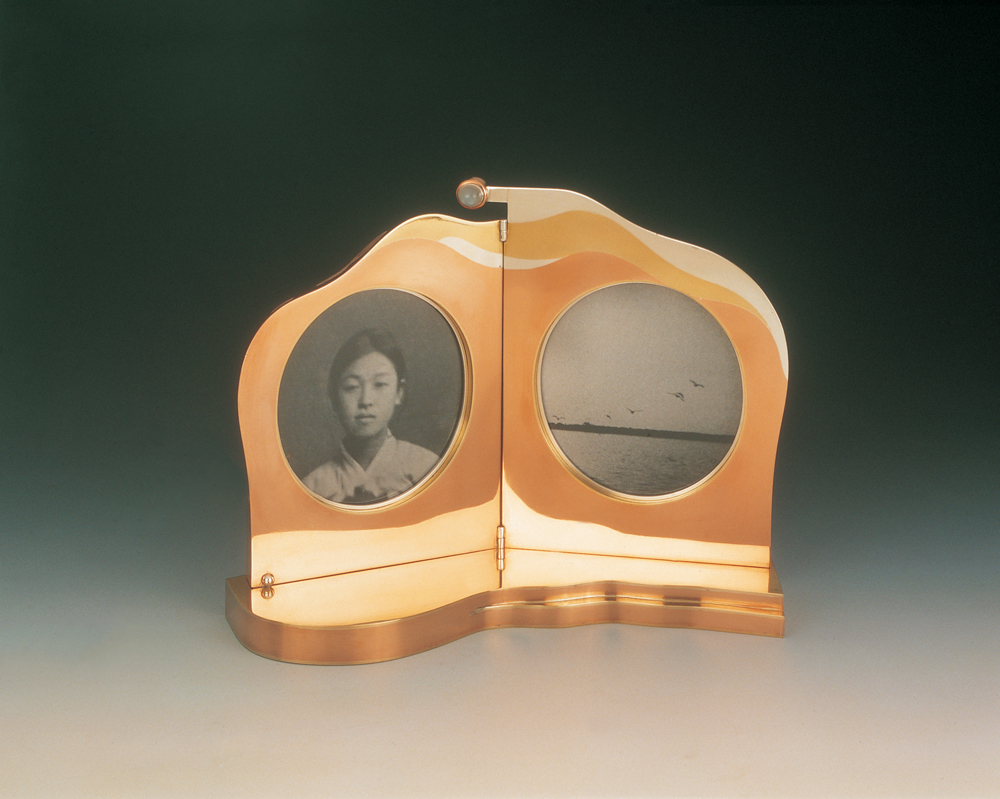
유리지, 속삭임, 1981

  이 무렵에 제작된 <속삭임>(1981)과 <기시-회상>(1982)은 어머니를 모티프로 제작한 작품이다. <속삭임>은 에칭으로 어머니의 젊은 시절 모습을 사진 틀 안에 새겨 넣었고, 맞물리는 반대편에는 갈매기가 나는 바닷가 풍경을 에칭하였다. 죽변 시절의 어머니를 회상하면서 만든 이 작품은 고깃배를 타는 일을 하였던 아버지와, 그를 기다리는 어머니가 보았을 바닷가의 풍경이 마주 겹치면서, 작가가 죽변에서 유년 시절을 보내던 옛 추억의 한 장면을 담아내고 있다. 이 시기 유리지는 인간관계, 그중에서도 가족을 주제로 한 작품이 여럿 있다.
- 시적풍경의 금속조형(1980년대 중후반)[13]

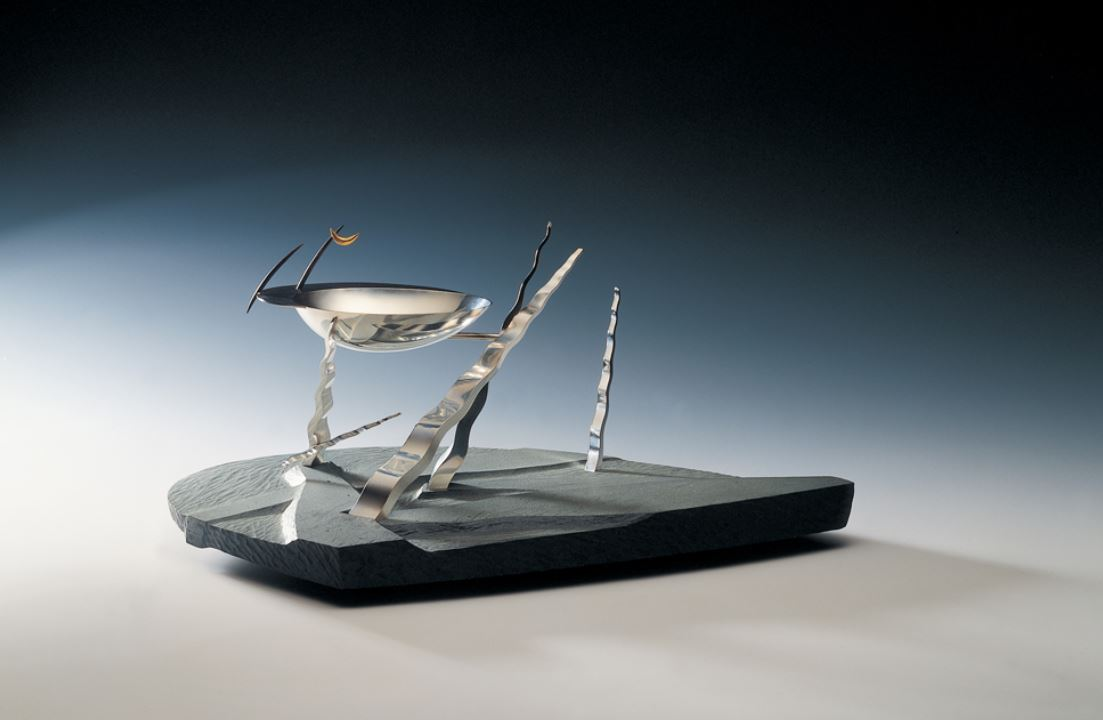
유리지, 연못-정적, 1989

“나의 창문 한 부분을 자리하고 있는 모습들이 있다. 바람과 갈대, 조용히 흔들리는 호수, 달빛이 있는 저녁 나들이, 다시 바람이 일면 언덕에 올라 가만히 바람에 기대어 본다. 바람을 맞던 고향 작은 마을 죽변보다도 작은 나의 공간 한 쪽을 터서 나는 창을 내기로 했다. 나래 같은 나의 이 작은 창을 통해 나의 현실이 치유되고 확산되기를 빌어 본다. 흐르는 것은 모두 달그림자처럼 나의 창살에 걸리어 나의 현실이 되기를 빌어본다.”

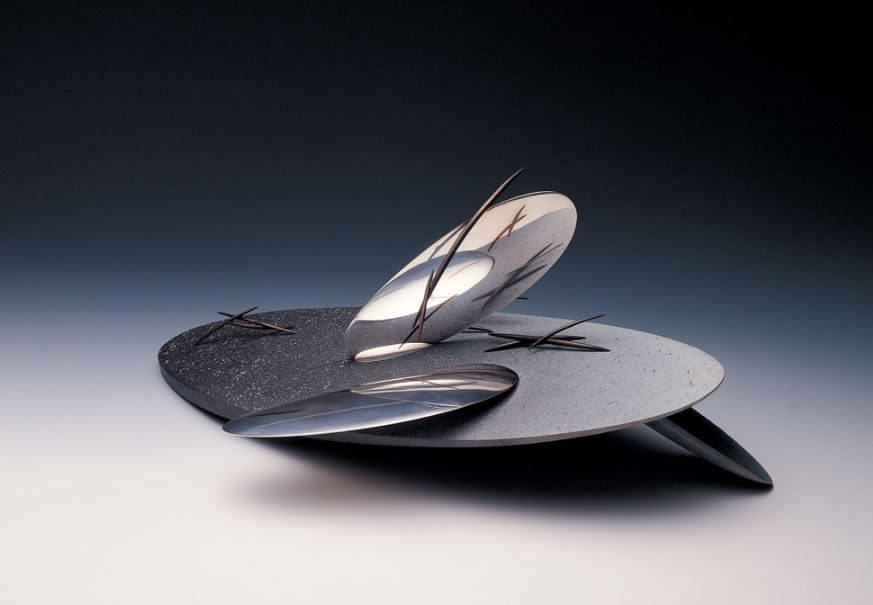
유리지, 밤의 메아리, 1988

1987년 이후에 제작된 일련의 작품들은 금속이라는 재료의 성질을 활용하여 자연에 대한 정서를 담은 서정적인 표현이 돋보인다. 어린 시절 죽변에서 자연과 함께 자란 기억을 바탕으로 작가는 자연에서 느껴지는 질서와 생명력이 반영된 유기적이고 비정형적인 풍경 조각들을 제작했다. <연못-정적>(1989), <밤의 메아리>(1988), <노을 Ⅱ>(1983) 등과 같은 작품들은 뻗어 나가는 선들로 생명력이 느껴지는 강렬한 동세가 느껴진다. 동시에 넓게 펼쳐진 타원형과, 물 흐르듯 매끈한 곡선 처리가 (물가의 갈대, 조약돌, 물고기 등의) 세부적인 형태들을 연결하며 하나의 풍경을 이룬다.

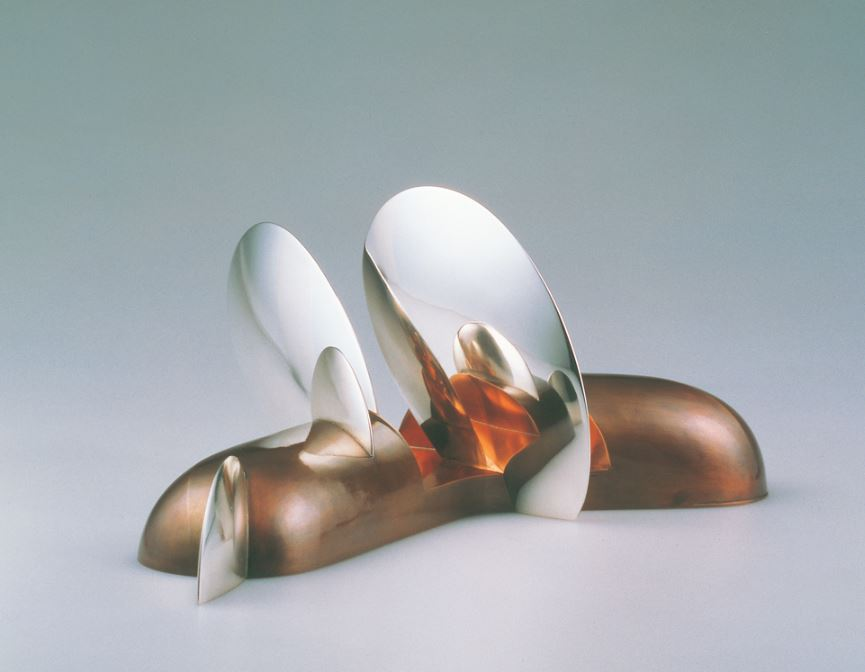
유리지, 노을 Ⅱ, 1983

이처럼 파도의 곡선, 바람의 경사, 노을의 색을 형상화한 작품들은 금속의 유연함과 강직함을 세밀하게 조절하는 작가의 손길에 따라 곡선과 직선의 형태가 맞물리며 독특한 구조를 만들고 있다. “금속조각 또는 금속조형”이라고도 불리듯이 이 무렵 유리지는 공예와 조각의 본질을 질문하며 금속공예의 조형 가능성을 탐구해나갔다.
- 삶과 죽음의 형태들: 장례 작품(2000년대)

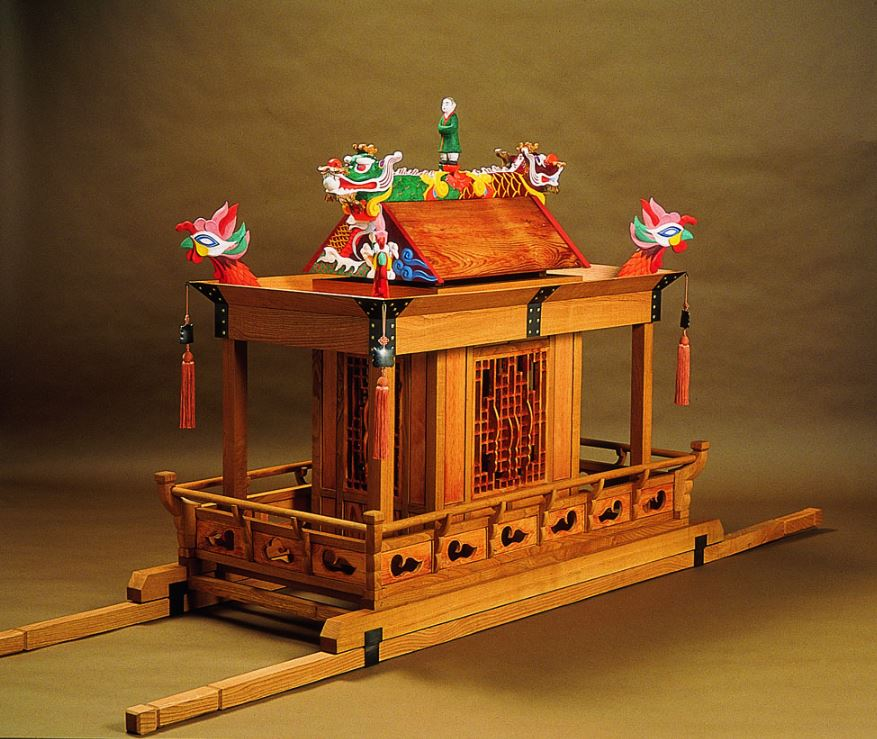
유리지, 상여, 2001

2000년대에 이르러서 유리지는 선친의 유골을 담는 골호를 비롯하여 본격적으로 장례 의식 용품들을 제작했다. 아버지 유영국이 보행이 불편해진 후 아버지를 위해 지팡이를 만들었고, 지병으로 병상에 있는 아버지를 위해 장례용품을 제작하게 된다. 아버지의 죽음을 계기로, 인간과 자연에 대한 유리지의 관심은 삶과 죽음이라는 본질적인 질문으로 이어져 <둘레석>(2000), <상청>(2001), <상여>(2001), <골호-삼족오>(2002)와 같은 작품으로 발전했다. <상여>(2001)는 200여 개의 조각나무들을 몇 개의 쐐기나무를 제외하고 못을 쓰지 않고 조립한 작품이다. 유골을 항아리에 담아 운구하기 위해 제작된 <상여>(2001)는 유리지의 부친 유영국의 골호를 장지로 옮길 때 사용되기도 했다.

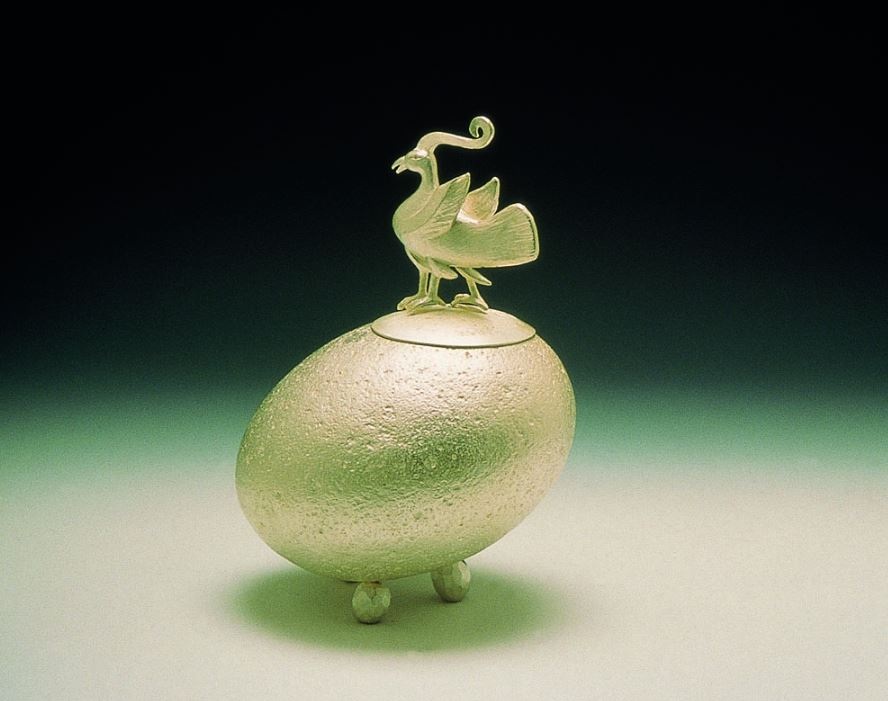
유리지, 골호-삼족오, 2002

또한, <골호-삼족오>(2002)는 “인간은 자연으로 돌아간다는 뜻”에서 강가에서 주운 돌멩이의 본을 주물로 떠서 골호의 형태로 제작한 작품이다. 타원형의 형체는 뚜껑을 장식한 삼족오와 함께 알의 형상으로도 읽히며, ‘불멸, 탄생, 죽음’의 상징하고 있다. 이 골호는 죽음을 신화적이면서도 종교적인, 우주 만물이 생성되고 순환하는 세계로 담아내고 있다.
유리지는 전통적이고 보편적인 상징과 주제를 활용하면서도 개인적인 경험과 자연에 대한 관심을 반영하며 독자적인 작품 세계를 창조했다. “매우 개인적이면서도, 한편, 매우 사회적인 한 죽음을 구체적으로 맞는 의식의 기물들”을 만들면서 도구의 기능적, 조형적, 전통을 존중하는 동시에 공예가로서의 미학적, 조형적 태도도 꾸준히 발전시켰다.
"장례는 죽은 자를 위한 의례이지만 산 자의 손길에 의해서 이루어지는 것으로 죽은 자와 산 자의 관계를 보여주는 것이다. 공예가는 이러한 절차에 개입하여 각자의 정서적, 심미적 욕구를 충족시키며 산 자가 떠나는 자를 아름답게 보냄으로써 그 죽음을 치유하도록 도울 수 있다.”
유리지는 사람이 살며 겪는 사랑과 그리움, 죽음과 삶, 개인과 사회, 나아가 전통과 현대의 복합적인 관계 속에서, 공예가로서의 역할이 무엇인지에 관해 치열하게 고민하며 한국 현대 공예의 미래를 그려나갔다.

## 주요 수상
- 1966년 제15회 《국전》에 <담배합>을 출품하여 입선 수상

- 1967년 제6회 《신인예술상전》에서 공예부 수석상을 수상
- 1967년 제16회 《국전》에 <가리개와 등>을 출품하여 특선 수상
- 1968년 제3회 《상공미전》에 출품하여 특선 수상
- 1968년 제17회 《국전》에 <티 테이블>을 출품하여 특선 수상
- 1969년 제4회 《상공미전》에서 <캔디 볼>을 출품하여 ‘국무총리상’ 수상
- 1970년 《국전》에 <과기세트>를 출품하여 특선 수상
- 1974년 제23회 《국전》에 <영(永)>을 출품하여 특선 수상
- 1976년 《펜실베이니아 아트페스티벌》에서 공예부 수석상 수상
- 1978년 제27회 《국전》 공예부에 <향로>를 출품하여 ‘문화공보부장관상’ 수상
- 1979년 제28회 《국전》에서 <선(禪)-향로>로 특선 수상
- 1981년 제30회 《국전》에서 <잔>으로 ‘추천작가상’ 수상
- 1988년 《메이미술제》(클리블랜드미술관)에서 공예부 ‘수석상’ 수상
- 1998년 《일본 이타미 국제공예공모전》 입선 수상
- 2004년 제16회 석주미술상 수상
- 2010년 대통령 표창 수상

1. ↑  https://craftmuseum.seoul.go.kr/exhibit/plan/view/144
2. ↑  유영국, 위키백과: https://ko.wikipedia.org/wiki/%EC%9C%A0%EC%98%81%EA%B5%AD
3. ↑  민철홍은 일리노이 공과대학의 디자인 학부에서 공부한 후 한국에 돌아와, 최초로 공업디자인을 도입하고 발전시킨 디자이너이다.; 박영목, 「디자이너 열전- 민철홍 대한민국 공업디자인의 아버지」, 『네이버 지식백과』:
 https://terms.naver.com/entry.naver?cid=58790&docId=3578143&categoryId=58790.
4. ↑  유리지는 1969년 제4회 《대한민국상공미술전람회》에서 <캔디 볼>을 출품하여 ‘국무총리상’ 수상했다.; 『제4회 대한민국상공미술전람회』 도록 (상공부, 1969)
5. ↑  이동은, 「한국현대금속공예의 선구자, 유리지」, 『한국 현대 금속공예가, 유리지-10주기 추모 학술포럼』(유리지공예관, 2024)
6. ↑  제27회 『대한민국미술전람회』 도록(1978)
7. ↑  「아버지 유영국의 마지막을 아름답게 장식한 공예가」, 『동아일보』, 2023.10.13.
8. ↑  서울시 서초구 우면동에 소재한 치우금속공예관(현 유리지공예관)은 유리지의 동생, 건축가이자 시상건축 대표인 유건이 디자인하였다.
9. ↑  유리지공예관 홈페이지, 공예관 소개: http://yoolizzycraftmuseum.org/wp/about-the-chiwoo-craft-museum
10. ↑  서울시 서초구 우면동에 소재한 치우금속공예관(현 유리지공예관)은 유리지의 동생, 건축가이자 시상건축 대표인 유건이 디자인하였다.
11. ↑  이동은, 「한국현대금속공예의 선구자, 유리지」, 『한국 현대 금속공예가, 유리지-10주기 추모 학술포럼』(유리지공예관, 2024)
12. ↑  위의 글
13. ↑  오광수, 「유리지의 세계: 시적풍경의 금속조형」, 『금속공예-40년의 여정, 유리지』(나비장, 2010)
14. ↑  작가 노트, 유리지공예관 아카이브
15. ↑  오광수, 「유리지의 세계: 시적풍경의 금속조형」, 『금속공예-40년의 여정, 유리지』(나비장, 2010)
16. ↑  정영목, 「Sense of Loss:‘죽음’에 관한 한 공예가의 태도와 작품들」, 『유리지 현대금속공예 아카이브 Ⅱ: 상례』(유리지공예관, 2019)
17. ↑  정영목, 「상실감의 미학:‘죽음’에 관한 한 공예가의 태도와 작품들」, 『금속공예-40년의 여정, 유리지』(나비장, 2010)
18. ↑  유리지공예관, 『유리지 현대금속공예 아카이브 Ⅱ: 상례』, 2019